# 下間頼芸
下間 頼芸（しもつま らいげい）は、戦国時代から江戸時代初期にかけての武将、本願寺の僧侶。下間光頼の次男で頼総の弟。通称は源四郎、宮内卿。別名は頼玄、頼賢。

## 略歴
下間頼廉・下間仲孝の奏者2人制に下間頼承・下間頼純と共に小奏者として加えられ、本願寺中枢を形成する下間氏出身の年寄衆5人の内の1人に選ばれた。天正14年（1586年）に法橋、文禄3年（1594年）に法眼になった。
慶長7年（1602年）、西本願寺宗主准如により仲孝と共に奏者に任命されたが、この時期は准如が去就の定まらない家臣の動向と、それに付け込んだ兄の東本願寺法主教如による引き抜き工作を警戒していたため、仲孝に続いて誓詞を差し出し、准如への忠誠と教如と接触しないことを誓った。同じく奏者だった同族の下間頼賑は慶長9年（1604年）に教如の求めに応じ東本願寺へ移った。
しかし慶長11年（1606年）4月、5人の年寄と共に准如に許可無く出仕を止めたことが問題になり、10月に頼廉の2人の息子下間宗清・下間仲玄兄弟と共に准如へ誓詞を差し出して謝罪した。事件の影響は大きく頼承・仲孝は出仕を止めた年寄と関係ないと主張し准如へ誓詞を提出、1度謝罪した宗清が慶長12年（1607年）以降と推定される准如宛の誓詞で勝手に教如の所に出向いたことを改めて謝罪する、宗清・仲玄兄弟の甥下間頼良が東本願寺へ移る、准如の甥の興正寺准尊が独立しようとしたなど重大な出来事が相次ぎ、当時の西本願寺が厳しい状況に置かれていたことがうかがえる。なお、慶長12年に法印になっている。
元和2年（1616年）死去。頼承の子で養子に迎えていた仲友が西本願寺に仕えた。